# Artibeus bogotensis
Artibeus bogotensis är en fladdermus i familjen bladnäsor som förekommer i norra Sydamerika. Populationen listades en längre tid som underart till Artibeus glaucus och sedan 2008 godkänns den åter som art. Arten tillhör undersläktet Dermanura som ibland godkänns som släkte.
Denna fladdermus har ungefär samma utseende som Artibeus glaucus. Den avviker genom tydligare vita strimmor i ansiktet, genom avsaknaden av en tredje molar per sida i underkäken och genom avsaknaden av hår på svansflyghudens ovansida. Även öronens vita kanter är tydligare. Artibeus bogotensis har 37,1 till 41,8 mm långa underarmar.
Utbredningsområdet ligger främst i regionen Guyana i nordöstra Sydamerika samt i angränsande områden av Colombia, Venezuela och Brasilien. Habitatet utgörs av skogar i låglandet och i låga bergstrakter. Året 2012 upptäcktes en individ i Peru.
Individerna äter främst frukter. De utför ofta vandringar för att nå mogna frukter.
Beståndet är inte hotat. IUCN listar Artibeus bogotensis som livskraftig (LC).